# Колін Едвардс
Ко́лін Е́двардс II (англ. Colin Edwards; нар. 27 лютого 1974 у Конро, США) — американський мотогонщик, учасник чемпіонатів світу з шосейно-кільцевих мотогонок серій MotoGP та Superbike. Дворазовий чемпіон світу серії Superbike (2000 та 2002).

## Кар'єра

### Дитинство
Коли Коліну було три роки, його батько, Колін Едвардс старший, познайомив його з мінібайком. Він взяв участь у першій гонці у віці чотирьох років. Протягом наступних десяти років Едвардс став одним з найуспішніших молодих спортсменів-мотокросерів у США, вигравши десятки гонок в класах 50cc та 80cc у різноманітних місцевих, регіональних та національних змаганнях.
У 1988 році, у віці 14 років, Едвардс втратив цікавість до мотоспорту та припинив участь в гонках з мотокросу. Однак, у 1990 році, Едвардс і його батько взяли участь в гонці дорожніх мотоциклів в північному Техасі, і це надихнуло його взяти участь в автомобільних перегонах.
У 1991 році Едвардс почав змагатись в аматорських дорожньо-гоночних змаганнях як місцевого, так і національного рівня. Він був непереможним у кожному змаганні, в якому брав участь в цьому році, і завоював безліч національних аматорських нагород. Його успіхи зацікавили спонсорів, і Едвардс став професіоналом, саме перед початком сезону 1992.

### MotoGP
Після своєї другої перемоги у Superbike World Championship, Едвардс перейшов до MotoGP в 2003 році. Свою участь у серії розпочав на проблемному мотоциклі RS Cube команди «Alice Aprilia Racing», і його єдиним помітним досягненням у дебютному сезоні було уникнення серйозних ушкоджень, коли його байк загорівся через неправильне під'єднання паливного бака в Заксенрингу.
На сезон 2004 року Едвардс перейшов до команди Фаусто Грезіні «Telefonica Movistar Honda», з якою у Донінгтоні завоював перший подіум у кар'єрі. Загалом сезон закінчив на п'ятій позиції.
У 2005 році Едвардс перейшов до заводської команди «Yamaha Factory Racing», ставши напарником чемпіона світу Валентіно Россі. Його найкращим результатом у сезоні стала друга позиція у Лагуна Сека, за співвітчизником Нікі Хейденом. Сезон закінчив на четвертій позиції, що стало найвищим досягненням у кар'єрі в MotoGP.
У 2006 році Колін продовжував виступати за заводську Yamaha, яка змінила свою назву на «Camel Yamaha Team». Цей рік видався менш вдалим як для Едвардса, так і для Россі — на Yamaha YZR-M1 з'явились проблеми із швидким зносом шин. Внаслідок цього — 7-ме місце в чемпіонаті.
Сезон 2007 року Едвардс провів знову у команді Yamaha (тепер називалась «Fiat Yamaha Team»). Найкращим результатом сезону було 2-е місце (найкращий показник у кар'єрі в MotoGP) на мокрому Гран-Прі Великої Британії в Донінгтон Парку. У підсумку — дев'яте місце сезону.
11 квітня 2014 року, напередодні Гран-Прі Америк, оголосив про завершення професійної кар'єри після закінчення сезону. Після останнього американського етапу, який відбувся у Індіанаполісі, Колін оголосив про завершення свої професійної кар'єри мотогонщика.

## Статистика кар'єри

### MotoGP

#### В розрізі сезонів
| Сезон  | Клас   | Команда                          | Мотоцикл          | Гонки | Пер | Под | ПП | НК | Очки | Місце |
| ------ | ------ | -------------------------------- | ----------------- | ----- | --- | --- | -- | -- | ---- | ----- |
| 2003   | MotoGP | Alice Aprilia Racing             | Aprilia RS Cube   | 16    | 0   | 0   | 0  | 0  | 62   | 13    |
| 2004   | MotoGP | Telefonica Movistar Honda MotoGP | Honda RC211V      | 16    | 0   | 2   | 0  | 2  | 157  | 5     |
| 2005   | MotoGP | Yamaha Factory Racing            | Yamaha YZR-M1     | 17    | 0   | 3   | 0  | 1  | 179  | 4     |
| 2006   | MotoGP | Camel Yamaha Team                | Yamaha YZR-M1     | 17    | 0   | 1   | 0  | 0  | 124  | 7     |
| 2007   | MotoGP | Fiat Yamaha Team                 | Yamaha YZR-M1     | 18    | 0   | 2   | 2  | 0  | 124  | 9     |
| 2008   | MotoGP | Tech 3 Yamaha                    | Yamaha YZR-M1     | 18    | 0   | 2   | 1  | 0  | 144  | 7     |
| 2009   | MotoGP | Monster Yamaha Tech 3            | Yamaha YZR-M1     | 17    | 0   | 1   | 0  | 0  | 161  | 5     |
| 2010   | MotoGP | Monster Yamaha Tech 3            | Yamaha YZR-M1     | 18    | 0   | 0   | 0  | 0  | 103  | 11    |
| 2011   | MotoGP | Monster Yamaha Tech 3            | Yamaha YZR-M1     | 15    | 0   | 1   | 0  | 0  | 109  | 9     |
| 2012   | MotoGP | NGM Mobile Forward Racing        | Suter MMX1        | 16    | 0   | 0   | 0  | 0  | 27   | 20    |
| 2013   | MotoGP | NGM Mobile Forward Racing        | FTR Moto M213     | 18    | 0   | 0   | 0  | 0  | 41   | 14    |
| 2014   | MotoGP | NGM Forward Racing               | FTR-Yamaha YZR-M1 | 10    | 0   | 0   | 0  | 0  | 11   | 22    |
| Всього | Всього | Всього                           | Всього            | 196   | 0   | 12  | 3  | 3  | 1242 |       |

## Цікаві факти
- Кумиром Едвардса є американський гонщик Кевін Швантс.[1]
- У 2014-у році мотоцикл «Kawasaki Forward FTR», виробництва FTR Moto, на якому Колін виступав за команду «NGM Forward Racing Team» у сезоні 2013, був виставлений на продаж через аукціон EBay за ціною 62 тис. ₤.[5]
- Колін захоплюється бойовою зброєю та підтримує ветеранів війни. Через це, під час останньої гонки у кар'єрі, Гран-Прі Індіанаполісу-2014, його комбінезон та шолом були розфарбовані у камуфляжні кольори.[6]